# Shelton (Connecticut)

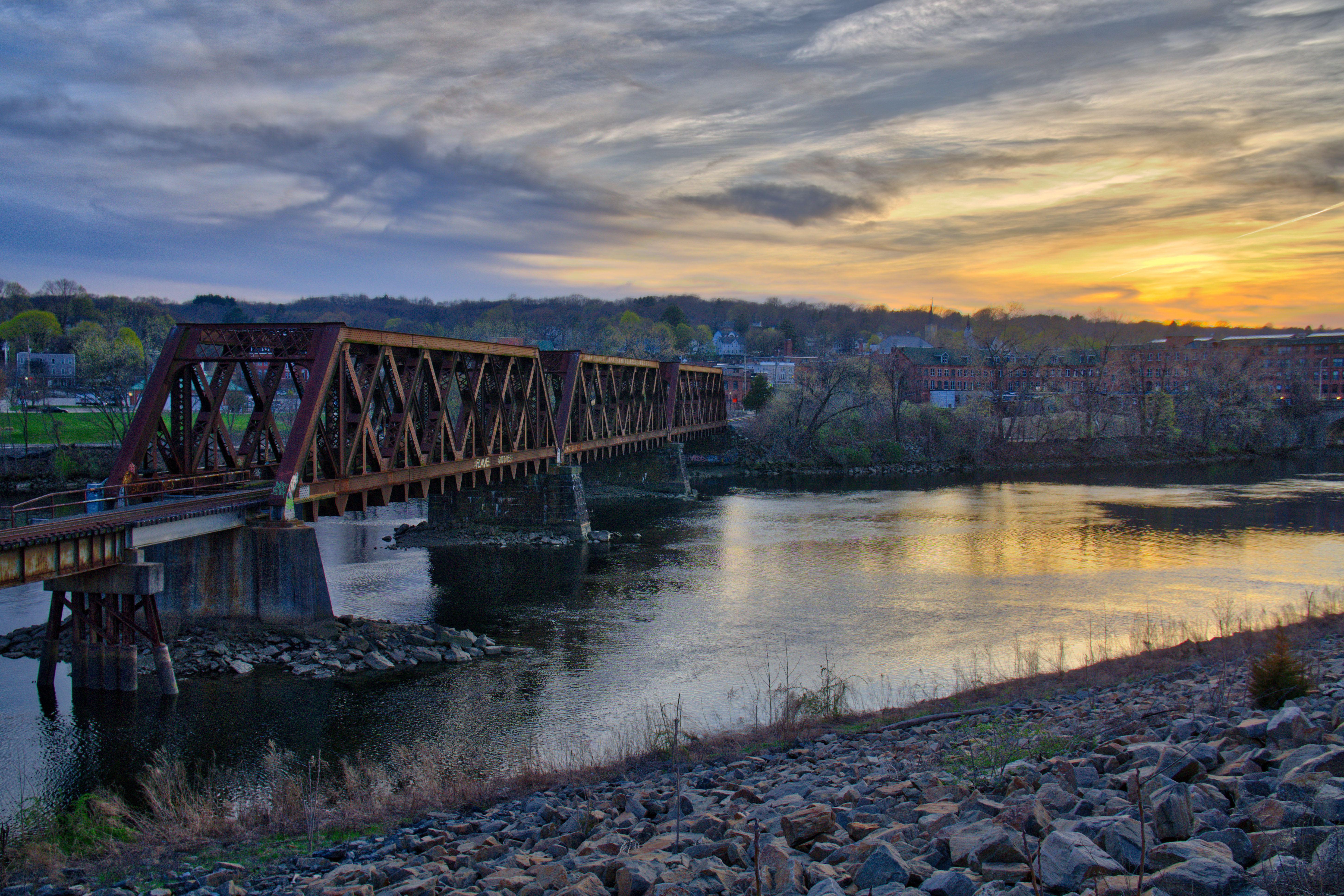
Zonsondergang over de Housatonic River en Shelton, gezien vanaf Derby. De brug links wordt gebruikt door de moderne Housatonic Railroad.

Shelton is een plaats (city) in de Amerikaanse staat Connecticut, en valt bestuurlijk gezien onder Fairfield County.

## Demografie
Bij de volkstelling in 2000 werd het aantal inwoners vastgesteld op 38.101.
In 2006 is het aantal inwoners door het United States Census Bureau geschat op 40.142, een stijging van 2041 (5.4%).

## Geografie
Volgens het United States Census Bureau beslaat de plaats een oppervlakte van
82,7 km², waarvan 79,2 km² land en 3,5 km² water.

## Geboren
- Peter Leo Gerety (1912-2016), rooms-katholiek aartsbisschop

## Plaatsen in de nabije omgeving
De onderstaande figuur toont nabijgelegen 'incorporated' en 'census-designated' plaatsen in een straal van 16 km rond Shelton.